# Ericaphis harmstoni
Ericaphis harmstoni är en insektsart som först beskrevs av Frank Hall Knowlton 1943.  Ericaphis harmstoni ingår i släktet Ericaphis och familjen långrörsbladlöss. Inga underarter finns listade i Catalogue of Life.